# Platnickia bolson
Platnickia bolson là một loài nhện trong họ Zodariidae.
Loài này thuộc chi Platnickia. Platnickia bolson được Cristian J. Grismado & Norman I. Platnick miêu tả năm 2008.